# Kanurennsport-Europameisterschaften 2015

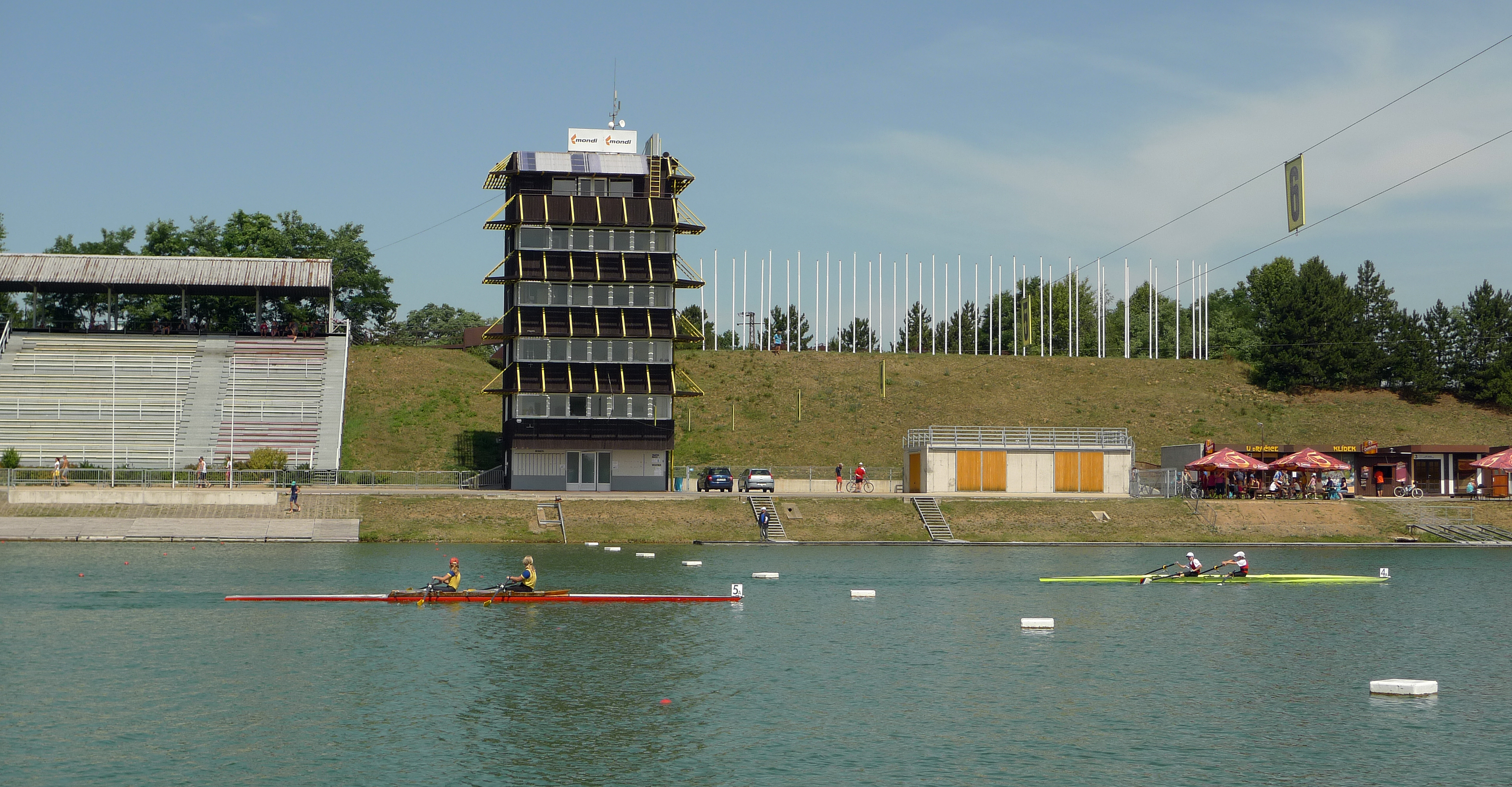
Ruderkanal Račice

Die Kanurennsport-Europameisterschaften 2015 fanden vom 1. bis 3. Mai 2015 in Račice in Tschechien statt. Račice war nach 2006 das zweite Mal der Gastgeber.

## Wettbewerbe

### Herren
| Disziplin | Gold                                                                                                  | Silber                                                                            | Bronze                                                                                |
| K1 200 m  | Serbien Marko Dragosavljević 34,708 s                                                                 | Schweden Petter Menning 34,836 s                                                  | Litauen Ignas Navakauskas 34,912 s                                                    |
| K2 200 m  | Deutschland Ronald Rauhe Tom Liebscher 32,224 s                                                       | Serbien Nebojša Grujić Marko Novaković 32,292 s                                   | Litauen Aurimas Lankas Edvinas Ramanauskas 32,660 s                                   |
| K1 500 m  | Dänemark René Holten Poulsen 1:41,504 min                                                             | Deutschland Tom Liebscher 1:41,952 min                                            | Serbien Dejan Pajić 1:42,168 min                                                      |
| K2 500 m  | Deutschland Max Rendschmidt Marcus Groß 1:31,204 min                                                  | Slowakei Erik Vlček Juraj Tarr 1:31,668 min                                       | Belarus Wital Bjalko Raman Petruschenka 1:32,612 min                                  |
| K1 1000 m | Deutschland Max Hoff 3:33,416 min                                                                     | Dänemark René Holten Poulsen 3:35,080 min                                         | Portugal Fernando Pimenta 3:35,616 min                                                |
| K2 1000 m | Deutschland Max Rendschmidt Marcus Groß 3:19,056 min                                                  | Belarus Wital Bjalko Raman Petruschenka 3:19,884 min                              | Tschechien Daniel Havel Jan Štěrba 3:19,976 min                                       |
| K4 1000 m | Tschechien Daniel Havel Lukáš Trefil Josef Dostál Jan Štěrba 2:57,280 min                             | Portugal Fernando Pimenta João Ribeiro Emanuel Silva David Fernandes 2:58,152 min | Spanien Javier Hernanz Rodrigo Germade Óscar Carrera Íñigo Peña 2:58,572 min          |
| K1 5000 m | Dänemark René Holten Poulsen 20:01,650 min                                                            | Deutschland Max Hoff 20:03,290 min                                                | Belarus Aleh Jurenja 20:21,560 min                                                    |
| C1 200 m  | Russland Andrei Kraitor 40,296 s                                                                      | Belarus Arzjom Kosyr 40,416 s                                                     | Spanien Alfonso Benavides 40,636 s                                                    |
| C2 200 m  | Russland Alexei Korowaschkow Iwan Schtyl 36,828 s                                                     | Belarus Dsmitryj Rabtschanka Aljaksandr Waltschezki 37,980 s                      | Italien Daniele Santini Luca Incollingo 38,276 s                                      |
| C1 500 m  | Tschechien Martin Fuksa 1:49,716 min                                                                  | Russland Michail Pawlow 1:50,580 min                                              | Ukraine Pawlo Altuchow 1:51,248 min                                                   |
| C2 500 m  | Russland Alexei Korowaschkow Iwan Schtyl 1:43,848 min                                                 | Ukraine Dmytro Jantschuk Taras Mischtschuk 1:45,282 min                           | Belarus Hleb Saladucha Dsjanis Machlaj 1:46,212 min                                   |
| C1 1000 m | Deutschland Sebastian Brendel 3:55,296 min                                                            | Polen Tomasz Kaczor 3:56,376 min                                                  | Ukraine Pawlo Altuchow 3:56,460 min                                                   |
| C2 1000 m | Ukraine Dmytro Jantschuk Taras Mischtschuk 3:36,572 min                                               | Russland Alexei Korowaschkow Ilja Perwuchin 3:38,552 min                          | Deutschland Yul Oeltze Ronald Verch 3:38,632 min                                      |
| C4 1000 m | Russland Kirill Schamschurin Rassul Ischmuchamedow Wiktor Melantjew Wladislaw Tschebotar 3:23,460 min | Rumänien Leonid Carp Petre Condrat Iosif Chirilă Ştefan Strat 3:24,792 min        | Ukraine Denys Kowalenko Elnur Achadow Dmytro Jantschuk Eduard Schemetylo 3:25,412 min |
| C1 5000 m | Deutschland Sebastian Brendel 22:58,100 min                                                           | Russland Pawel Petrow 23:14,830 min                                               | Belarus Maxim Piatrou 23:19,320 min                                                   |

### Frauen
| Disziplin | Gold                                                                                              | Silber                                                                                       | Bronze                                                                                         |
| K1 200 m  | Frankreich Sarah Guyot 40,980 s                                                                   | Russland Natalja Podolskaja 41,340 s                                                         | Serbien Nikolina Moldovan 41,516 s                                                             |
| K2 200 m  | Belarus Marharyta Machnewa Maryna Litwintschuk 38,480 s                                           | Polen Karolina Naja Beata Mikołajczyk 39,192 s                                               | Serbien Nikolina Moldovan Olivera Moldovan 39,420 s                                            |
| K1 500 m  | Polen Ewelina Wojnarowska 1:54,552 min                                                            | Deutschland Franziska Weber 1:54,968 min                                                     | Frankreich Sarah Guyot 1:55,392 min                                                            |
| K2 500 m  | Polen Karolina Naja Beata Mikołajczyk 1:45,524 min                                                | Rumänien Roxana Petronela Borha Elena Meroniac 1:45,964 min                                  | Serbien Milica Starović Dalma Ružičić-Benedek 1:46,172 min                                     |
| K4 500 m  | Belarus Marharyta Machnewa Aljaksandra Hryschyna Wolha Chudsenka Maryna Litwintschuk 1:35,584 min | Ukraine Marija Kitschassowa Marija Powch Anastassija Todorowa Inna Hryschtschun 1:37,180 min | Russland Jelena Anjuschina Kira Stepanowa Wera Sobetowa Swetlana Tschernigowskaja 1:37,804 min |
| K1 1000 m | Deutschland Franziska Weber 4:02,777 min                                                          | Rumänien Florentina Caminescu 4:03,601 min                                                   | Italien Irene Burgo 4:05,645 min                                                               |
| K2 1000 m | Rumänien Roxana Borha Elena Meroniac 3:42,220 min                                                 | Polen Karolina Naja Beata Mikołajczyk 3:42,740 min                                           | Serbien Milica Starović Dalma Ružičić-Benedek 3:43,340 min                                     |
| K1 5000 m | Belarus Maryna Litwintschuk 22:19,250 min                                                         | Italien Irene Burgo 22:19,680 min                                                            | Irland Jenny Egan 22:19,900 min                                                                |
| C1 200 m  | Bulgarien Stanilija Stamenowa 49,796 s                                                            | Ungarn Zsanett Lakatos 51,080 s                                                              | Russland Irina Andrejewa 51,200 s                                                              |
| C2 500 m  | Belarus Daryna Kaszjutschenka Kamila Bobr 2:01,528 min                                            | Ungarn Zsanett Lakatos Kincső Takács 2:03,412 min                                            | Russland Irina Andrejewa Olessja Nikiforowa 2:07,252 min                                       |

## Medaillenspiegel
| Rang | Land        | Gold | Silber | Bronze | Gesamt |
| ---- | ----------- | ---- | ------ | ------ | ------ |
| 01   | Deutschland | 7    | 3      | 1      | 11     |
| 02   | Russland    | 4    | 4      | 3      | 11     |
| 03   | Belarus     | 4    | 3      | 4      | 11     |
| 04   | Polen       | 2    | 3      | 0      | 5      |
| 05   | Dänemark    | 2    | 1      | 0      | 3      |
| 06   | Tschechien  | 2    | 0      | 1      | 3      |
| 07   | Rumänien    | 1    | 3      | 0      | 4      |
| 08   | Ukraine     | 1    | 2      | 3      | 6      |
| 09   | Serbien     | 1    | 1      | 5      | 7      |
| 10   | Frankreich  | 1    | 0      | 1      | 2      |
| 11   | Bulgarien   | 1    | 0      | 0      | 1      |
| 12   | Ungarn      | 0    | 2      | 0      | 2      |
| 13   | Italien     | 0    | 1      | 2      | 3      |
| 14   | Portugal    | 0    | 1      | 1      | 2      |
| 15   | Slowakei    | 0    | 1      | 0      | 1      |
| 15   | Schweden    | 0    | 1      | 0      | 1      |
| 17   | Spanien     | 0    | 0      | 2      | 2      |
| 17   | Litauen     | 0    | 0      | 2      | 2      |
| 19   | Irland      | 0    | 0      | 1      | 1      |
|      | Gesamt      | 26   | 26     | 26     | 78     |